# 吕伊 (瓦兹省)
吕伊（法語：Rhuis）是法国瓦兹省的一个市镇，属于桑利斯区（Senlis）蓬圣马克桑克县（Pont-Sainte-Maxence）。该市镇总面积2.7平方公里，2009年时的人口为143人。

## 人口
吕伊人口变化图示